# Rifugio Erdemolo

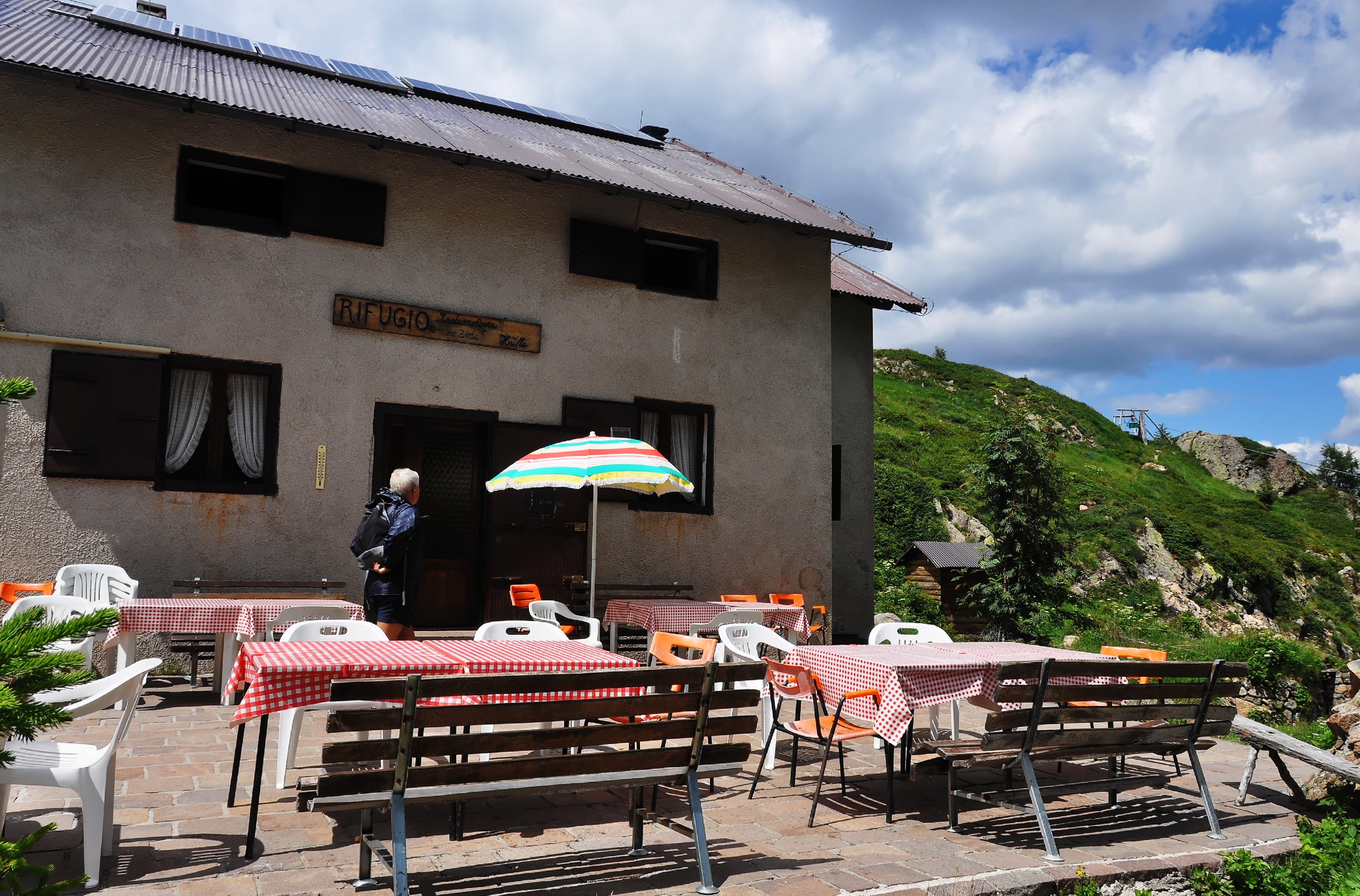
Il rifugio aperto nel 2010

Il rifugio lago Erdemolo è un rifugio privato situato in val dei Mocheni (TN), nella catena del Lagorai a 2.010 m s.l.m.; esso prende il nome dal vicino lago di Erdemolo.

## Storia
Il primo edificio in muratura venne costruito nel 1929-30, al posto di una preesistente baracca in legno ad uso pascolo; venne ampliato più volte, in particolare nel 1982. Il rifugio è dotato di una teleferica, collegata con una strada carrabile a valle a 1.600 metri di altitudine, per l'approvvigionamento anche quotidiano (infrastruttura comunque vetusta).
Il rifugio è chiuso dall'estate 2012 per cessata attività dei gestori. Dopo essere stato a lungo in vendita, era stato invece programmato un piano di ristrutturazione e ampliamento, con la riapertura prevista entro la fine del 2019. Ad agosto 2022 i lavori dovevano ancora partire.